# Coryphaena

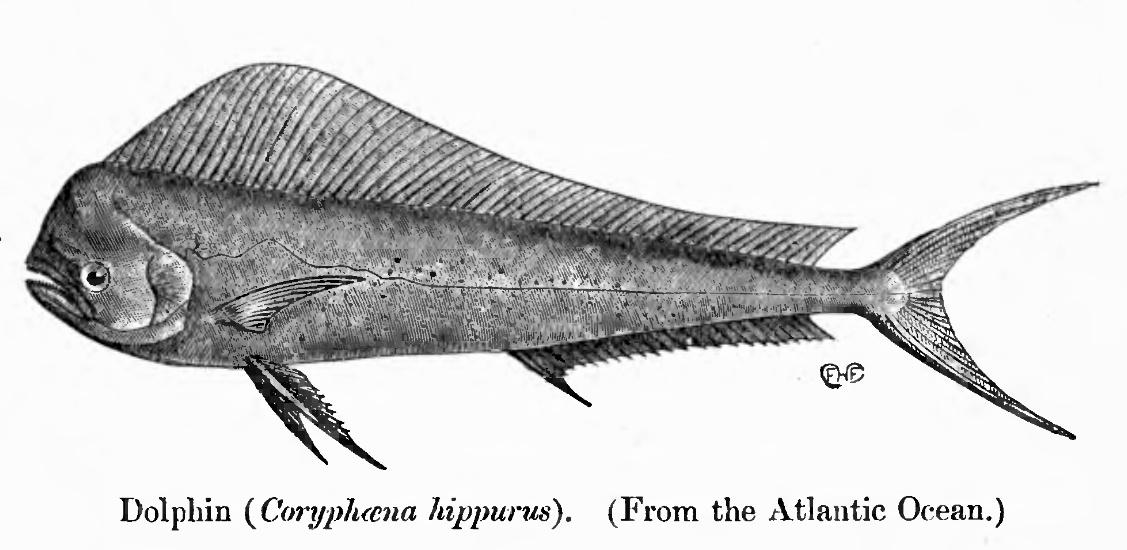
Il·lustració d'una llampuga de l'any 1898

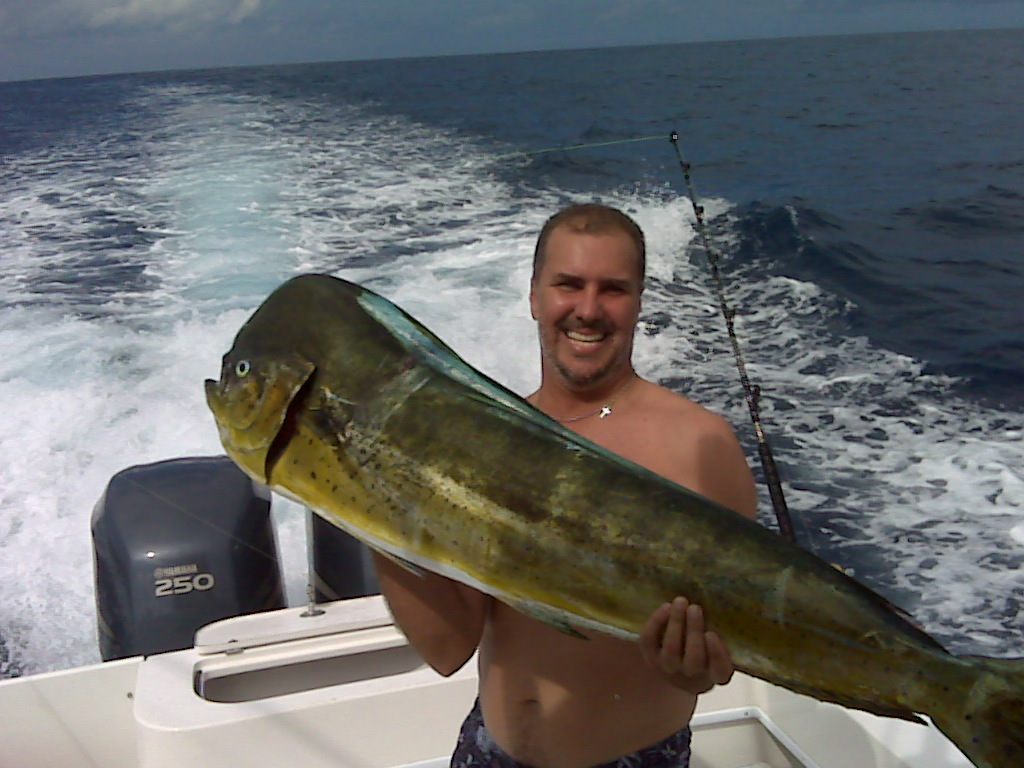
Llampuga capturada a Puerto Rico.

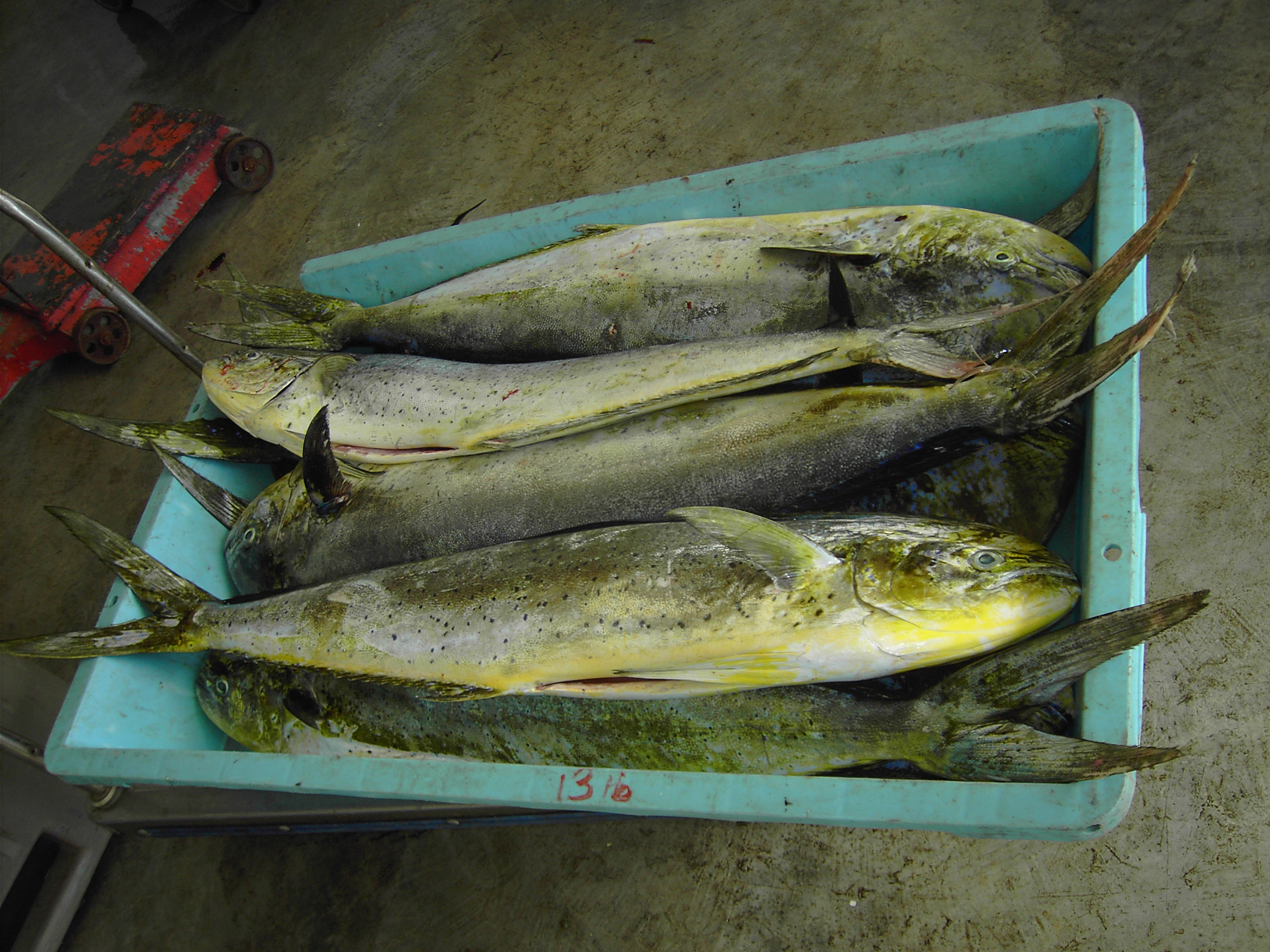
Llampugues al port pesquer de Marigot (Dominica, Petites Antilles)

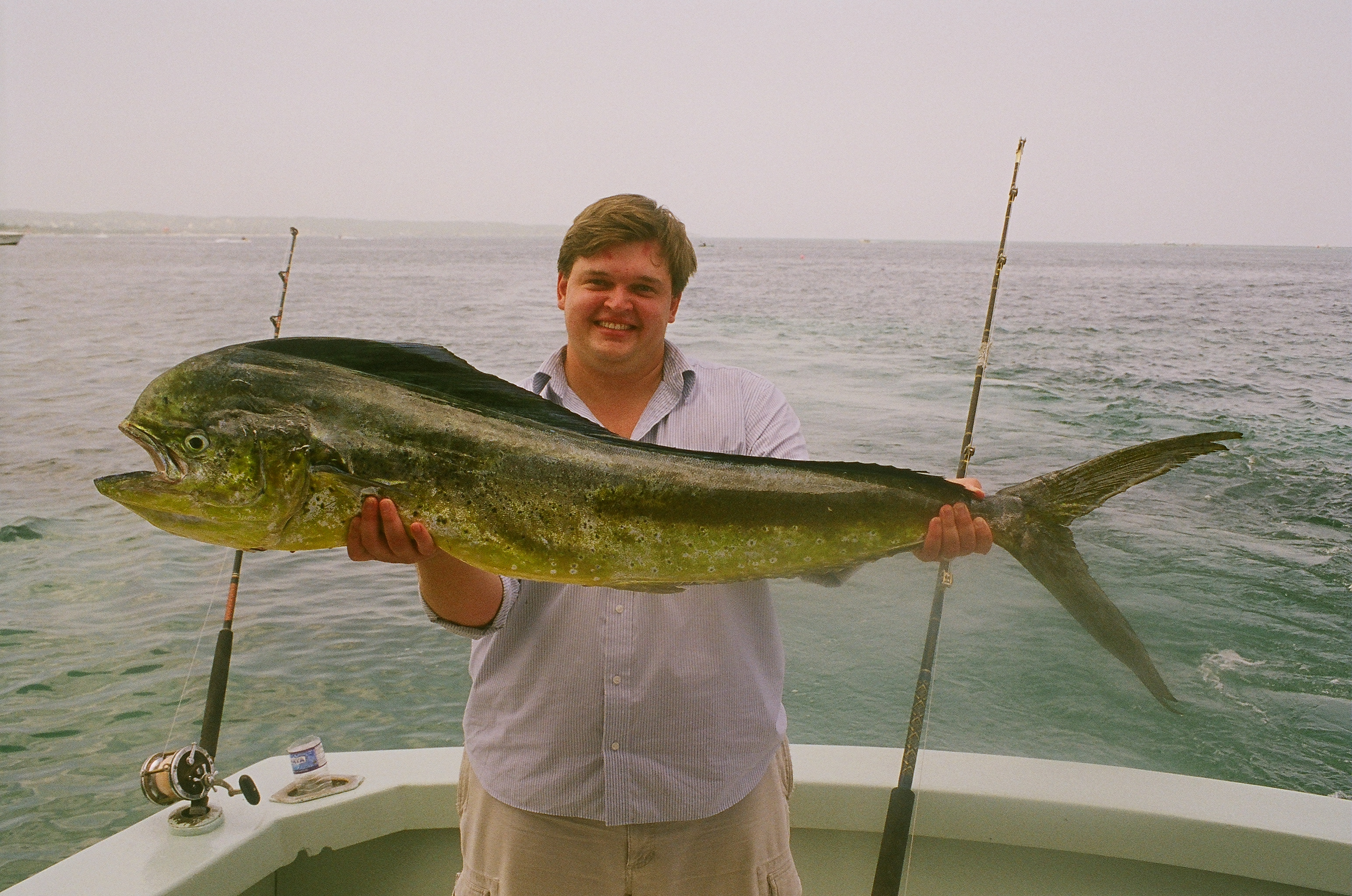
Femella de llampuga capturada davant les costes de Jamaica.

Els corifènids (Coryphaenidae) constitueixen una família de peixos de l'ordre dels perciformes amb només 1 gènere i dues espècies.

## Descripció
- Poden assolir 1,5 m de llargària màxima.
- Cos allargat i comprimit.
- Els mascles adults desenvolupen una cresta òssia a la part frontal del cap.
- Aleta dorsal única, la qual s'origina al cap i s'estén per gairebé tota la longitud del cos.
- Aleta anal de base llarga que acaba una mica per davant de l'aleta caudal i no té espines.
- Aleta caudal profundament bifurcada.
- 48-65 radis tous.
- Nombre de vèrtebres: 30-34.
- Escates petites.
- En vida, són d'un brillant color blau-verd metalitzat, el qual esdevé ràpidament groguenc un cop morts.[2][3][4][5]

## Alimentació
Són depredadors molt ràpids que es nodreixen de peixos petits (sobretot, peixos voladors) i d'altres animals (com ara, calamars).

## Hàbitat
Són peixos marins que habiten les aigües superficials.

## Distribució geogràfica
Es troben a les aigües de clima tropical i subtropical de l'Atlàntic, l'Índic i el Pacífic.

## Gèneres i espècies
- Gènere Coryphaena (Linnaeus, 1758)[6]
  - Llampuga borda (Coryphaena equiselis) (Linnaeus, 1758)
  - Llampuga (Coryphaena hippurus) (Linnaeus, 1758)[7][8][9]

## Ús comercial
Són molt cercats pels pescadors esportius.